# يب تسز تشون
يب تسز تشون (بالصينية: 葉子俊) هو لاعب كرة قدم صيني في مركز الهجوم، ولد في 15 مايو 1985 في هونغ كونغ في الصين. شارك مع منتخب هونغ كونغ لكرة القدم. أما مع النوادي، فقد لعب مع نادي إيسترن سبورتس.

## وصلات خارجية
- يب تسز تشون على موقع قاعدة بيانات كرة القدم.إي يو (الإنجليزية)
- يب تسز تشون على موقع Soccerway.com (الإنجليزية)